# 배찬승
배찬승(2006년 1월 1일 ~ )은 KBO 리그 삼성 라이온즈의 투수이다.

## 삼성 라이온즈시절
2025년에 입단하였다. 2025년 3월 23일 키움 히어로즈와의 경기에 출전하며 데뷔 첫 경기를 치렀고, 경기에서 1이닝 1탈삼진 무실점를 기록했다.

## 출신 학교
- 옥산초등학교
- 협성경복중학교
- 대구고등학교